# Хлорид кальция(I)
Хлори́д ка́льция(I) — химическое неорганическое вещество; представляет собой двухатомную молекулу CaCl, наблюдаемую в некоторых газах. Молекулы CaCl наблюдались в атмосферах углеродных звезд.
О твердом веществе состава CaCl было сообщено в 1953 году; однако более поздние попытки воспроизвести эту работу не увенчались успехом.